# دوري أذربيجان الممتاز 1992
دوري أذربيجان الممتاز 1992 (بالأذرية: Azərbaycan Top Liqası 1992)‏ هو الموسم 1 من  دوري أذربيجان الممتاز. الذي يشرف على تنظيمه اتحاد أذربيجان لكرة القدم، وكان عدد الأندية المشاركة فيه  26، وفاز فيه نادي نيفتشي باكو.